# Druk Air
Druk Air (Dzongka: འབྲུག་མཁའ་འགྲུལ་ལས་འཛིན།) is de nationale luchtvaartmaatschappij van Bhutan, met als thuishaven Paro (PHB). Druk Air en private airline Bhutan Airlines (Tashi Air) zijn de enige luchtvaartmaatschappijen die op Bhutan vliegen.

## Geschiedenis
De nationale luchtvaartmaatschappij van Bhutan werd opgericht in 1981 en begon te vliegen op 11 februari 1981 vanop het hooggelegen vliegveld van Paro, dat toen nog slechts een korte startbaan van 1200 meter had. Het eerste vliegtuig van Druk Air was een Dornier Do 228 waarmee naar Calcutta en later naar andere bestemmingen in Zuid-Azië werd gevlogen. Een tweede Do 228 kwam er later bij. Vanaf 1988 kwamen twee BAe 146s de Dorniers vervangen. Enkele jaren nadien werd de startbaan van Paro verlengd tot 2000 meter en versterkt om zwaardere vliegtuigen te kunnen ontvangen. De BAe 146s werden vanaf 2004 vervangen door twee Airbus A319. In april 2010 werd een ATR 42 voor negen maanden geleasd, en in juni 2011 aangekocht. Sinds september 2012 vliegt Druk Air ook naar Singapore, en least het een derde Airbus A319 in afwachting van de levering van een derde (Airbus A319) die eind 2014 verwacht wordt.
Naast Paro Airport zijn er in Bhutan kleine vliegvelden aangelegd, inmiddels in Bumthang (centrum van Bhutan), Tashighang (oosten van Bhutan) en Gelephu (zuiden van Bhutan). Echter is het binnenlandse vliegverkeer nu nog erg beperkt. Druk Air vliegt met een beperkt vliegschema.

## Bestemmingen
Vanaf Paro wordt er gevlogen naar:
- Bangladesh
  - Dhaka
- India
  - Calcutta
  - Delhi
  - Gaya

- Nepal
  - Kathmandu
- Thailand
  - Bangkok
- Singapore

## Vloot
- 3 Airbus A319-100 en 1 Airbus A320
- 1 ATR 42
- vroeger 2 Dornier Do 228 en 2 BAe 146-100